# Jeroen Houwen
Jeroen Houwen (Oirlo, 1996. február 18. –) holland korosztályos válogatott labdarúgó, aki jelenleg a SBV Vitesse játékosa.